# Kính Hiếu Nghĩa Hoàng hậu
Kính Hiếu Nghĩa Hoàng hậu (chữ Hán: 敬孝義皇后; ? - 1650), Bát Nhĩ Tế Cát Đặc thị, tên Ba Đặc Mã (巴特玛), dã sử thời Thanh mạt xưng gọi Tiểu Ngọc Nhi (小玉儿), là vợ của Duệ Trung Thân vương Đa Nhĩ Cổn.
Nguyên là Đích Phúc tấn được cưới gả chính thức thuộc hàng đầu tiên của Đa Nhĩ Cổn, Bát Nhĩ Tế Cát Đặc thị sau khi chết được chính ông truy tặng làm Kính Hiếu Trung Cung Chính Cung Nguyên phi (敬孝忠恭正宮元妃), sau khi Đa Nhĩ Cổn được tôn làm Nghĩa Hoàng đế thì bà cũng trở thành Nghĩa Hoàng hậu. Dẫu vậy không lâu sau đó, Đa Nhĩ Cổn bị luận tội tước đi thụy hiệu Nghĩa Hoàng đế, Bát Nhĩ Tế Cát Đặc thị cũng bị tước tư cách Hoàng hậu.

## Tiểu sử
Nguyên rằng Bát Nhĩ Tế Cát Đặc thị là con gái của Khoa Nhĩ Thấm Quận vương Tác Nặc Mộc (索诺木) cùng Khoa Nhĩ Thấm Đại phi - vợ góa của ông nội ruột của Tác Nặc Mộc là Bối lặc Mãng Cổ Tư (莽古思), đồng thời Khoa Nhĩ Thấm Đại phi cũng là mẹ của Hiếu Đoan Văn Hoàng hậu Triết Triết. Như vậy có thể thấy, Khoa Nhĩ Thấm Đại phi là vợ góa của ông cố nội Mãng Cổ Tư của bà. Dã sử cuối đời Thanh hay liên hệ bà là em họ của Hiếu Trang Văn Hoàng hậu Bố Mộc Bố Thái dưới cái tên Tiểu Ngọc Nhi (小玉儿), thực ra Bố Mộc Bố Thái phải là cô họ của bà, vì Tác Nặc Mộc chính là con trai của Trại Tang - cha ruột của Bố Mộc Bố Thái.
Khoảng năm Thiên Mệnh thứ 11 (1626), Mãng Cổ Tư qua đời, Tác Nặc Mộc theo lệ Mông Cổ mà cưới vợ góa của ông nội, cũng là bà nội kế làm vợ của mình. Khoảng năm Thiên Thống thứ 3 (1629), Tác Nặc Mộc chết khi tùy giá Hoàng Thái Cực trong Sự biến Kỷ Tị. Năm thứ 7 (1633), Đa Đạc đến trước Hoàng Thái Cực đề nghị cưới con gái của Khoa Nhĩ Thấm Đại phi, và người được gả là người chị em gái của Ba Đặc Mã, tức Đạt Triết. Năm thứ 9 (1635), Ba Đặc Mã được định gả cho Đa Nhĩ Cổn. Đại để giới nghiên cứu cho rằng, sau khi nhà Thanh nhập quan, chính phủ Mãn Thanh học theo Nho giáo, đối với chuyện Khoa Nhĩ Thấm Đại phi cưới cháu trai của chồng mà có điều kiêng kị, nên đã tiến hành sửa đổi lý lịch của Ba Đặc Mã, do vậy tình trạng thông tin riêng của Ba Đặc Mã trong một thời gian tương đối hỗn loạn.
Theo Mãn văn lão đương (满文老档), năm Sùng Đức nguyên niên (1636), khi Hoàng Thái Cực định danh hiệu cho gia quyến Tông thất, đã phong Ba Đặc Mã của Khoa Nhĩ Thấm làm Hòa Thạc Đích Phúc tấn (和硕嫡福晋). Một người em gái của bà, là vợ của Túc Vũ Thân vương Hào Cách, sau khi Hào Cách chết thì em gái bà cũng liền trở thành Phúc tấn khác của Đa Nhĩ Cổn, là "Ngũ thú Phúc tấn" (五娶福晋), tức là vị Phúc tấn chính thất được cưới lần 5 của Đa Nhĩ Cổn.

## Truy tặng
Năm Thuận Trị thứ 6 (1649), tháng 12 (âm lịch), tức là tháng 1 năm 1650 công lịch, Nhiếp Chính vương Đích Phúc tấn Ba Đặc Mã qua đời, không rõ bao nhiêu tuổi. Vợ của người nắm thực quyền khi ấy, bà đặc biệt được dâng thụy hiệu là Kính Hiếu Trung Cung Chính Cung Nguyên phi (敬孝忠恭正宮元妃). Sách văn theo tiếng Mãn có ghi:
| “                                                                   | 是日，敬孝忠恭正宫元妃册文曰: 顺治七年庚寅，元月初一日乙卯，十三日丁卯，皇父摄政王谕曰：敬孝忠恭正宫元妃，尔乃予妹科尔沁蒙古索诺木郡王之女，太宗大圣文皇帝皇后胞妹。太宗文皇帝知尔贤贵，自幼将尔携来与予。尔自遇予，端庄、敬谨、聪恂、仁惠之行，与予正合。不意溘然薨逝，予心中哀伤无穷，万民亦同举哀。念生死乃人之常理，册封追谥是为大礼，故定合尔佳行谥号，特赐册宝，追谥曰敬孝忠恭正宫元妃。呜呼，追封易名，例缘古今；佳行裕后，作则九围。乞讷封谥，永世流芳。 . Thị nhật, Kính Hiếu Trung Cung Chính Cung Nguyên phi sách văn viết: Thuận Trị thất niên Canh Dần, nguyên nguyệt sơ nhất nhật Ất Mão, thập tam nhật Đinh Mão, Hoàng phụ Nhiếp Chính vương dụ viết: Kính Hiếu Trung Cung Chính Cung Nguyên phi, nhĩ nãi dư muội Khoa Nhĩ Thấm Mông Cổ Tác Nặc Mộc Quận vương chi nữ, Thái Tông Đại Thánh Văn Hoàng đế Hoàng hậu bào muội. Thái Tông Văn Hoàng đế tri nhĩ hiền quý, tự ấu tương nhĩ huề lai dữ dư. Nhĩ tự ngộ dư, đoan trang, kính cẩn, thông tuân, nhân huệ chi hành, dữ dư chính hợp. Bất ý khạp nhiên hoăng thệ, dư tâm trung ai thương vô cùng, vạn dân diệc đồng cử ai. Niệm sinh tử nãi nhân chi thường lý, sách phong truy thụy thị vi đại lễ, cố định hợp nhĩ giai hành thụy hào, đặc tứ sách bảo, truy thụy viết Kính Hiếu Trung Cung Chính Cung Nguyên phi. Ô hô! Truy phong dịch danh, lệ duyên cổ kim; giai hành dụ hậu, tác tắc cửu vi. Khất nột phong thụy, vĩnh thế lưu phương. | ” |
| — Sách văn truy thụy của Kính Hiếu Trung Cung Chính Cung Nguyên phi | |   |

Năm Thuận Trị thứ 7 (1650), ngày 9 tháng 12 (ÂL), Đa Nhĩ Cổn đột ngột qua đời trong một chuyến đi săn tại Khách Lạt thành. Thuận Trị Đế truy phong Đa Nhĩ Cổn làm "Thành Tông Nghĩa Hoàng đế", nên Ba Đặc Mã cũng được truy làm Nghĩa Hoàng hậu, toàn thụy là Kính Hiếu Trung Cung Tĩnh Giản Từ Huệ Trợ Đức Tá Đạo Nghĩa Hoàng hậu (敬孝忠恭靜簡慈惠助德佐道義皇后). Ngày 25 tháng ấy, ân chiếu thăng phụ Thành Tông Nghĩa Hoàng đế cùng Nghĩa Hoàng hậu ân chiếu thăng phụ Thái Miếu, có viết:
| “                                                   | 奉天承運皇帝詔曰: 有至德斯享鴻名，成大功宜膺昭報。皇父攝政王當朕躬嗣之始，謙讓彌光，迨王師滅賊之時，勳猷茂著；辟輿圖為一統，攝大政者七年。偉烈居以小心，厚澤流于奕世。未隆尊號，深歉朕懷。謹于順治七年十二月廿五日衹告天地、宗廟、社稷，追尊為懋德修道廣業定功安民立政誠敬義皇帝，廟號成宗；並追尊義皇帝元妃為敬孝忠恭靜簡慈惠助德佐道義皇后，同祔廟享。 . Phụng Thiên Thừa Vận Hoàng đế chiếu viết: Hữu chí đức tư hưởng hồng danh, thành đại công nghi ưng chiêu báo. Hoàng phụ Nhiếp Chính vương đương Trẫm cung tự chi thủy, khiêm nhượng di quang, đãi Vương sư diệt tặc chi thời, huân du mậu trứ; tích dư đồ vi nhất thống, nhiếp đại chính giả thất niên. Vĩ liệt cư dĩ tiểu tâm, hậu trạch lưu vu dịch thế. Vị long tôn hào, thâm khiểm trẫm hoài. Cẩn vu Thuận Trị thất niên thập nhị nguyệt nhập ngũ nhật chỉ cáo Thiên địa, Tông miếu, Xã tắc, truy tôn vi Mậu Đức Tu Đạo Quảng Nghiệp Định Công An Dân Lập Chính Thành Kính Nghĩa Hoàng đế, miếu hào Thành Tông; tịnh truy tôn Nghĩa Hoàng đế Nguyên phi vi Kính Hiếu Trung Cung Tĩnh Giản Từ Huệ Trợ Đức Tá Đạo Nghĩa Hoàng hậu, đồng phụ miếu hưởng. | ” |
| — Chiếu tặng Nghĩa Hoàng đế Hoàng hậu phụ Thái Miếu | |   |

Sang năm sau, là năm Thuận Trị thứ 8 (1651), Trịnh Thân vương Tế Nhĩ Cáp Lãng liên kết cùng 3 vị Thân vương khác, là Tốn Thân vương Mãn Đạt Hải (满达海), Đoan Trọng Thân vương Bác Lạc (博洛) và Kính Cẩn Thân vương Ni Kham (尼堪) cùng tiến cung, đồng thời trình cho Thuận Trị Đế một danh sách dài các tội của Đa Nhĩ Cổn, bao gồm 14 điều. Đa Nhĩ Cổn bị tước đi miếu hiệu và thụy hiệu, Ba Đặc Mã do đó cũng mất đi thụy hiệu Hoàng hậu, dời thần chủ khỏi Thái Miếu.